# Nombre positif
Un nombre positif est un nombre qui est supérieur à zéro, par exemple 3 ou e.  

## Usage courant
En dehors des textes mathématiques, lorsqu'on parle de nombres positifs ou négatifs, le nombre zéro est généralement exclu. Ainsi le dictionnaire Lexis précise : « Les nombres négatifs, les nombres positifs et le zéro forment l'ensemble des nombres relatifs ». L'Académie française, dans la neuvième édition de son dictionnaire précise quant à elle qu'un nombre positif est un nombre « supérieur à zéro et qui peut être précédé du signe + ».

## Mathématiques

### Zéro
En français, le nombre zéro est considéré tantôt comme étant à la fois positif et négatif, tantôt comme n'étant ni positif, ni négatif. Les paragraphes ci-dessous résument la situation par pays.
Mais l'usage dans les autres langues adhère en général à la deuxième convention. Ainsi, l'anglais positive et l'allemand positiv excluent zéro, tandis que nonnegative et nichtnegativ incluent zéro. 

#### France
En mathématiques, l'adjectif supérieur est compris au sens large : tout nombre (réel) est supérieur (et aussi inférieur) à lui-même. En particulier, zéro est positif. Nicolas Bourbaki souligne : « On notera que {\displaystyle 0} est l'unique élément à la fois positif et négatif ; tout élément {\displaystyle x} tel que {\displaystyle 0<x} (respectivement {\displaystyle x<0}) est dit strictement positif (resp. strictement négatif). ».
Cet usage est relativement récent. Ainsi, dans l'ouvrage français d'enseignement supérieur Leçons d'Algèbre Moderne (1964) de Lentin et Rivaud, on lit à la page 70: « L'élément 0 n'est ni positif, ni négatif ».
Les programmes de Terminale C de 1962 parlent encore d'« exposants entiers positifs, négatifs, nuls ». Les manuels écrits pour le programme de Terminale C de 1966 entré en vigueur en 1967 semblent également observer l'ancienne convention (Les structures fondamentales, Doneddu, p. 139; Algèbre et analyse, Lebossé et Hémery, p. 75). Mais la transition vers la nouvelle convention s'amorce avec le programme de Terminale de 1971 entré en vigueur en 1972, qui parle de « réel strictement positif », même s'il parle par ailleurs de dérivée « positive ou nulle ».
Compte tenu de la coexistence de deux conventions contradictoires en français, les expressions nombre positif ou nul et nombre strictement positif permettent d'éviter toute ambigüité.

#### Belgique
Le manuel de 6e secondaire CQFD (6 périodes par semaine, 2019) des auteurs Annove, Gilon, Van Eerdenbrugghe et Wilemme adhère à la nouvelle terminologie en vigueur en France en parlant de « réel strictement positif », par exemple à la page 54.

#### Suisse
En Suisse francophone, on considère en général le nombre zéro comme n'étant ni positif ni négatif. 
C'est le cas par exemple dans l'ouvrage de niveau universitaire Calcul différentiel et intégral de Douchet et Zwahlen, publié en 1990 aux Presses polytechniques et universitaires romandes (page 2). Il en est de même dans Algèbre linéaire (1991) de Cairoli (page 1).

#### Canada
Au Canada francophone, on considère le plus souvent le nombre zéro comme n'étant ni positif ni négatif.
C'est le cas par exemple dans les ouvrages Calcul différentiel (2013) de Charron et Parent (page 3), et Logique arithmétique (2010) de Gauthier (page 76).
Cependant, on observe de fait un certain flottement de l'usage aux niveaux universitaires supérieurs.

### Notation
« x est positif » (usage français) ou « x est positif ou nul » (usage général) s'écrit en notation mathématique : {\displaystyle x\geqslant 0}. 

« x est strictement positif » (usage français) ou « x est positif » (usage général) s'écrit : {\displaystyle x>0}.

### Ensembles de nombres positifs
Certains ensembles usuels de nombres positifs (usage français) sont désignés par un symbole qui leur est propre.
- Les entiers naturels sont tous positifs.
- l'ensemble des entiers relatifs positifs est habituellement noté {\displaystyle \mathbb {Z} _{+}},{\displaystyle \mathbf {Z} _{+}}, ou le plus souvent {\displaystyle \mathbb {N} }.
- l'ensemble des entiers relatifs strictement positifs est habituellement noté {\displaystyle \mathbb {Z} _{+}^{*}}, {\displaystyle \mathbf {Z} _{+}^{*}}, ou le plus souvent {\displaystyle \mathbb {N} ^{*}}.
- l'ensemble des nombres rationnels positifs est habituellement noté {\displaystyle \mathbb {Q} _{+}} ou {\displaystyle \mathbf {Q} _{+}}.
- l'ensemble des nombres rationnels strictement positifs est habituellement noté {\displaystyle \mathbb {Q} _{+}^{*}} ou {\displaystyle \mathbf {Q} _{+}^{*}}.
- l'ensemble des nombres réels positifs est habituellement noté {\displaystyle \mathbb {R} _{+}} ou {\displaystyle \mathbf {R} _{+}}.
- l'ensemble des nombres réels strictement positifs est habituellement noté {\displaystyle \mathbb {R} _{+}^{*}} ou {\displaystyle \mathbf {R} _{+}^{*}}.

Ce sont tous des sous-ensembles de l'ensemble {\displaystyle \mathbb {R} } des nombres réels.  Les nombres complexes non réels ne sont ni positifs ni négatifs, car il n'existe pas de relation d'ordre usuelle qui les compare à zéro.

### Propriétés
- La somme de deux nombres positifs est un nombre positif,
- la somme d'un nombre positif et d'un autre strictement positif est un nombre strictement positif.

La différence de deux nombres positifs peut être positive ou négative. Par exemple 2 − 3 = −1 et 5 − 2 = 3.
- Le produit de deux nombres positifs est un nombre positif.
- Le produit de deux nombres strictement positifs est strictement positif.

Le produit d'un nombre positif et d'un nombre strictement positif n'est pas nécessairement strictement positif, puisque le premier nombre peut être nul.
- L'inverse d'un nombre strictement positif est un nombre strictement positif,
- Le quotient d'un nombre positif et d'un nombre strictement positif est positif,
- Le quotient de deux nombres strictement positifs est strictement positif.
- Un nombre est inférieur (ou égal) à un autre si et seulement si la différence du second et du premier est positive,
- Un nombre est strictement inférieur à un autre si et seulement si la différence du second et du premier est strictement positive,
- En multipliant les membres d'une inégalité par un nombre strictement positif, le sens de l'inégalité ne change pas.